# Medalla per la Tasca Meritòria durant la Gran Guerra Patriòtica de 1941-1945

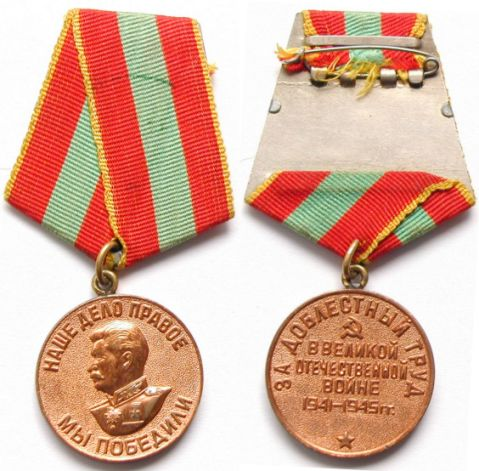
Medalla - Anvers i revers

La Medalla per la Tasca Meritòria durant la Gran Guerra Patriòtica de 1941-1945 (rus:медаль «За доблестный труд в Великой Отечественной войне 1941—1945 гг.») és una medalla civil de la Unió Soviètica, creada per Stalin el 6 de juny de 1945, i va ser creada per commemorar l'esforç massiu de la força laboral per derrotar l'Alemanya feixista. Atorgada a tots els civils que van ajudar a assegurar la victòria de la Unió Soviètica durant la Gran Guerra Patriòtica a través dels seus esforços laborals. Això incloïa als treballadors a les fàbriques que van construir els avions, tancs i rifles; així com als grangers que van assegurar que hi hagués prou menjar pels soldats, car sense els seus esforços no s'hagués aconseguit la victòria.
Va ser instituïda pel Decret de la Presidència del Soviet Suprem de la Unió Soviètica del 6 de desembre de 1945 (Gaseta del Soviet Suprem de l'URSS nº33 de 1945). La seva posició es va completar amb el decret de 5 de febrer de 1951.
Penja a l'esquerra del pit i se situa després de la Medalla per l'Alliberament de Praga.
Era atorgada:
- Als obrers, enginyers, tècnics i empleats de la indústria i el transport
- Als treballadors dels kolkhozs i els especialistes de l'agricultura
- Als treballadors de la ciència, la tècnica, l'art i la literatura
- Als treballadors de les organitzacions socials soviètiques, del partit i sindicals,

que hagin proveït mitjançant el treball valerós i abnegat la victòria de la Unió Soviètica sobre Alemanya a la Gran Guerra Nacional.
Als invàlids de la guerra que hagin tornat a la producció, els joves obrers que hagin acabat a les escoles d'arts i oficis, aquells que haguessin estat jubilats per invalidesa, les dones declarades exemptes del treball per les càrregues familiars, als jubilats, rebien la medalla per treballar almenys 6 mesos.
Els treballadors dels kolkhozs la rebien a condició de superar els mínims establerts a la granja de les jornades de treball i de l'observació de la disciplina laboral.

## Història

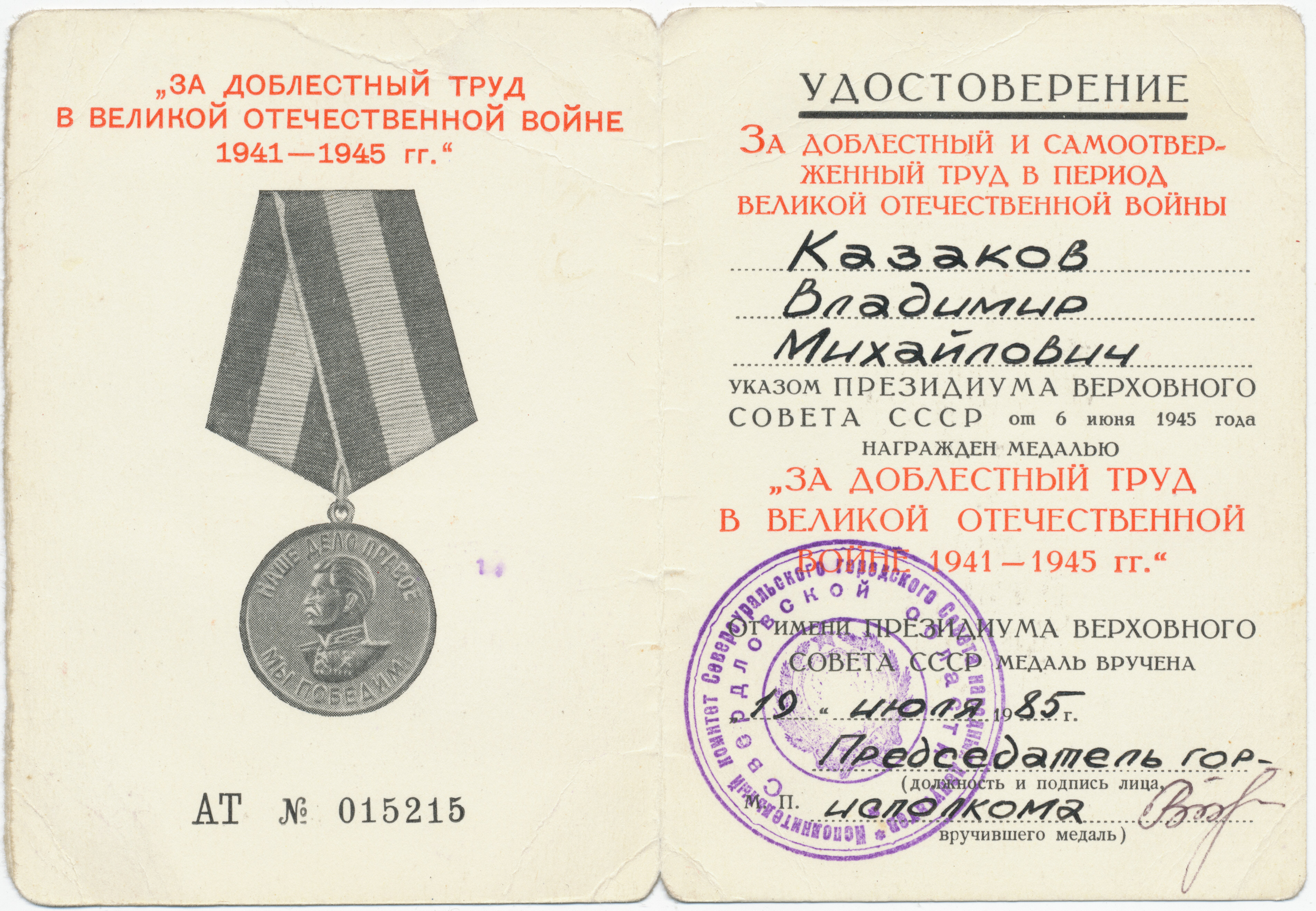
El certificat de la concessió de la Medalla per la Tasca Meritòria durant la Gran Guerra Patriòtica de 1941-1945

La tasca de preparar el projecte de la medalla va ser atorgat pel cap de l'Administració Central de l'Exèrcit Roig, General A.V. Hrulevym el 21 de març de 1945. El model, obra dels pintors I.K. Andrianov i E.M. Roman, va ser confirmat el 4 de juny de 1945.
Instituïda un mes després de la Medalla de la victòria sobre Alemanya en la Gran Guerra Patriòtica 1941-1945, aquesta es destinava als treballadors a la rereguarda. El dibuix a l'anvers era el mateix, modificant-se només el revers i la cinta. En un principi les dues havien de ser del mateix metall (significant que el treball al front i a rereguarda tenien la mateixa vàlua), però això es modificà (la primera era de llautó i la segona de coure).
El 1946 va ser atorgada a un grup de representants de l'Església Ortodoxa Russa, que havien realitzat una important tasca en la victòria, reunint diners per a les famílies que havien perdut alguns dels seus membres.
Pel decret de la Presidència del 5 de febrer de 1951 s'establí que la medalla i el seu certificat quedarien en mans de la família un cop traspassés el receptor per poder-lo recordar (fins llavors s'havien de retornar a l'Estat)
Va ser atorgada sobre unes 16.096.750 vegades.

## Disseny
La medalla consisteix en una medalla de 32 mm de coure.
A l'anvers apareix la imatge de Stalin al mig, amb uniforme de Mariscal de la Unió Soviètica. A la part superior apareix la inscripció НАШЕ ДЕЛО ПРАВОЕ ("La nostra causa és justa") i МЫ ПОБЕДИЛИ ("Hem guanyat la Victòria") a l'inferior.
Al revers de la medalla hi ha la inscripció ЗА ДОБЛЕССТНЫЙ ТРУД ("Pel treball heroic" seguint la circumferència superior i, al centre, ВЕЛИКОЙ ОТЕЧЕСТВЕННОЙ ВОЙНЫ 1941-1945 ("A la Gran Guerra Patriòtica de 1941-1945"). A la part superior de la inscripció hi ha la falç i el martell, i a la inferior, l'estrella de 5 puntes.
La medalla se suspèn sobre un galó pentagonal de 24 mm amb dues franges vermelles separades per una franja central verda, totes tres de la mateixa mida (7mm). Hi ha també una petita franja groga a les puntes del galó.